# Rhododendron gardenia
Rhododendron gardenia är en ljungväxtart som beskrevs av Schlechter. Rhododendron gardenia ingår i släktet rododendron, och familjen ljungväxter. Inga underarter finns listade i Catalogue of Life.